# Christian Murro
Christian Murro (Saronno, 19 maggio 1978) è un ex ciclista su strada italiano, professionista dal 2004 al 2008 e vincitore della Tre Valli Varesine 2007.

## Palmarès
- 2003 (Ceramiche Pagnoncelli)

Giro ciclistico della provincia di Cosenza
Trofeo Luciano Pasinetti
Giro delle Tre Provincie
- 2004 (Miche, una vittoria)

Gran Premio Industria Commercio Artigianato Carnaghese
- 2006 (Tenax-Salmilano, una vittoria)

Sint-Elooisprijs
- 2007 (Tenax-Menikini, una vittoria)

Tre Valli Varesine